# Гутира, Ференц
Ференц Гутира, Хутьра (венг. Ferenc Hutÿra) (7 октября 1860, Спишске-Подградье (или Вена) — 20 декабря 1934, Будапешт, Венгрия) — венгерский эпизоотолог и микробиолог.

## Биография
Родился 6 сентября 1860 года в Спишском-Подградье (по другим данным в Вене). Окончил Высшую ветеринарную школу в Будапеште и с 1883 года работал там же. В 1888 году избран профессором патологической анатомии и ректором. Данные должности Ференц Гутира занимал до смерти.
Скончался 20 декабря 1934 года в Будапеште.

## Научные работы
Основное направление научной деятельности — инфекционные болезни животных и ветеринарная микробиология.
- Изучал туберкулёз, сап, чуму свиней и другие инфекционные болезни.
- 1907 — Подтвердил вирусную этиологию чумы свиней, ввёл в практику специфическую противочумную сыворотку.
- 1911 — Предложил симультанные прививки против чумы свиней.

## Членство в обществах
- Председатель XI Международного ветеринарного конгресса 1930 года в Лондоне.